# L. B. Abbott
L. B. Abbott (Pasadena, 13 de junho de 1908 — Los Angeles, 28 de setembro de 1985) é um especialista em efeitos visuais estadunidense. Venceu o Oscar de melhores efeitos visuais em três ocasiões: por Doctor Dolittle, Tora! Tora! Tora! e The Poseidon Adventure.